# Frontlastare
Frontlastare är en lyftanordning monterad i en traktors främre del. Frontlastaren används tillsammans med olika redskap såsom skopa, plogblad, stengrep och pallgafflar för att utföra olika uppgifter, ofta materialhantering.

## Historia

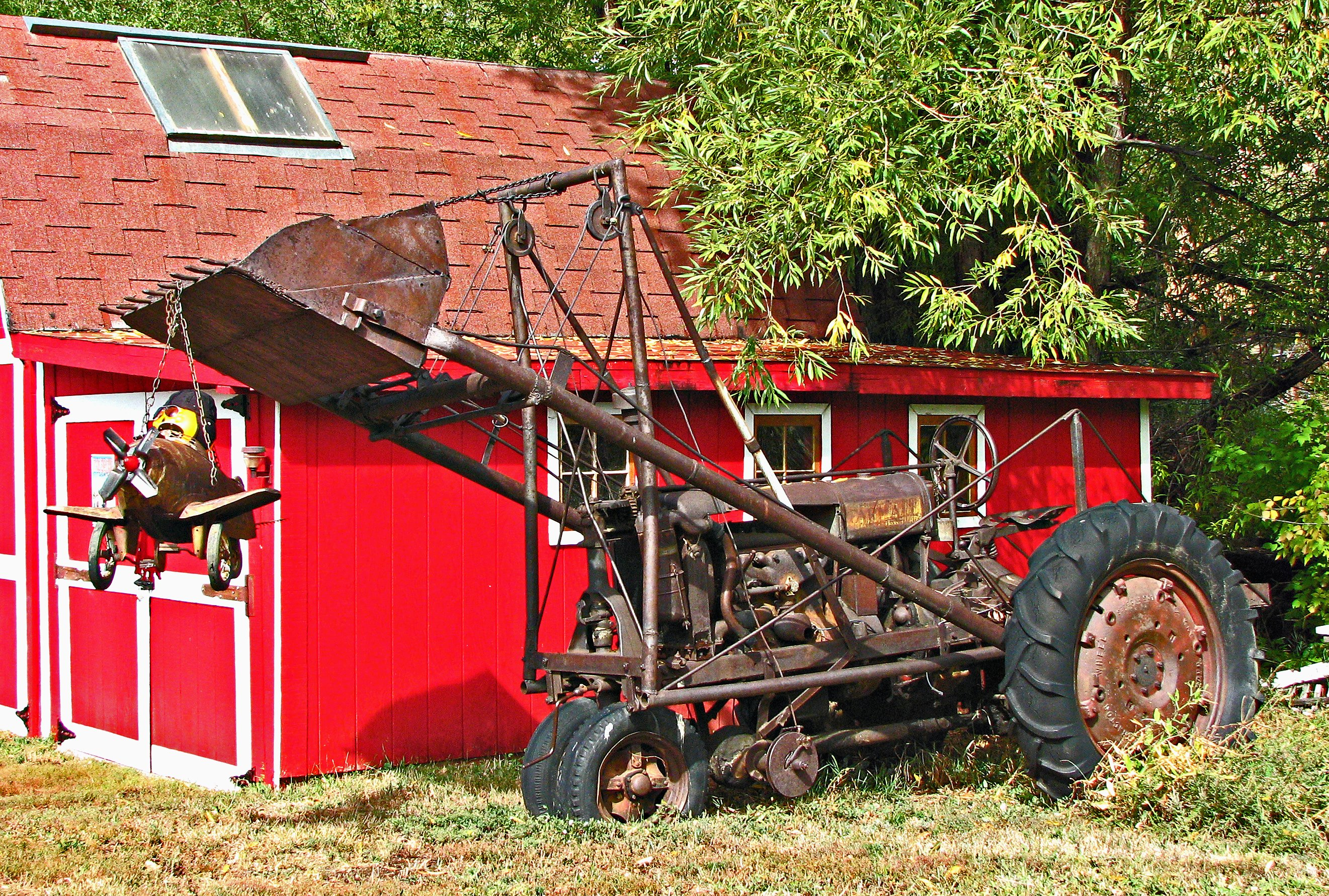
Farmall-traktorer med en icke-hydraulisk frontlastare med skopa

De allra tidigaste experimenten med frontlastare var inte hydrauliska utan använde vajrar för att lyfta lastaren. Deras utseende skiljde sig rätt mycket från dagens frontlastare. Den första fronlastaren uppfanns år 1926 i Canada av Clifford Hamilton.. JCB byggde den första serietillverkade europeiska fronlastaren 1949 som kallades the Major Loader. Även under 1950-talet så var det många tillverkare som byggde rätt olika frontlastare i Sverige. 1958 lanserade Ålö sin stilbildande Quicke-frontlastare. Det nydanande med denna var att den kunde kopplas till och från traktorn med relativt enkla handgrepp på kort tid.
En begränsning för de tidiga frontlastarna var traktorernas framaxlar som inte var konstruerade för hög belastning. Med tiden blev de kraftigare och speciellt när traktorer med driven framaxel blev vanliga möjliggjorde det frontlastare med flera tons lyftkraft.

## Funktionalitet

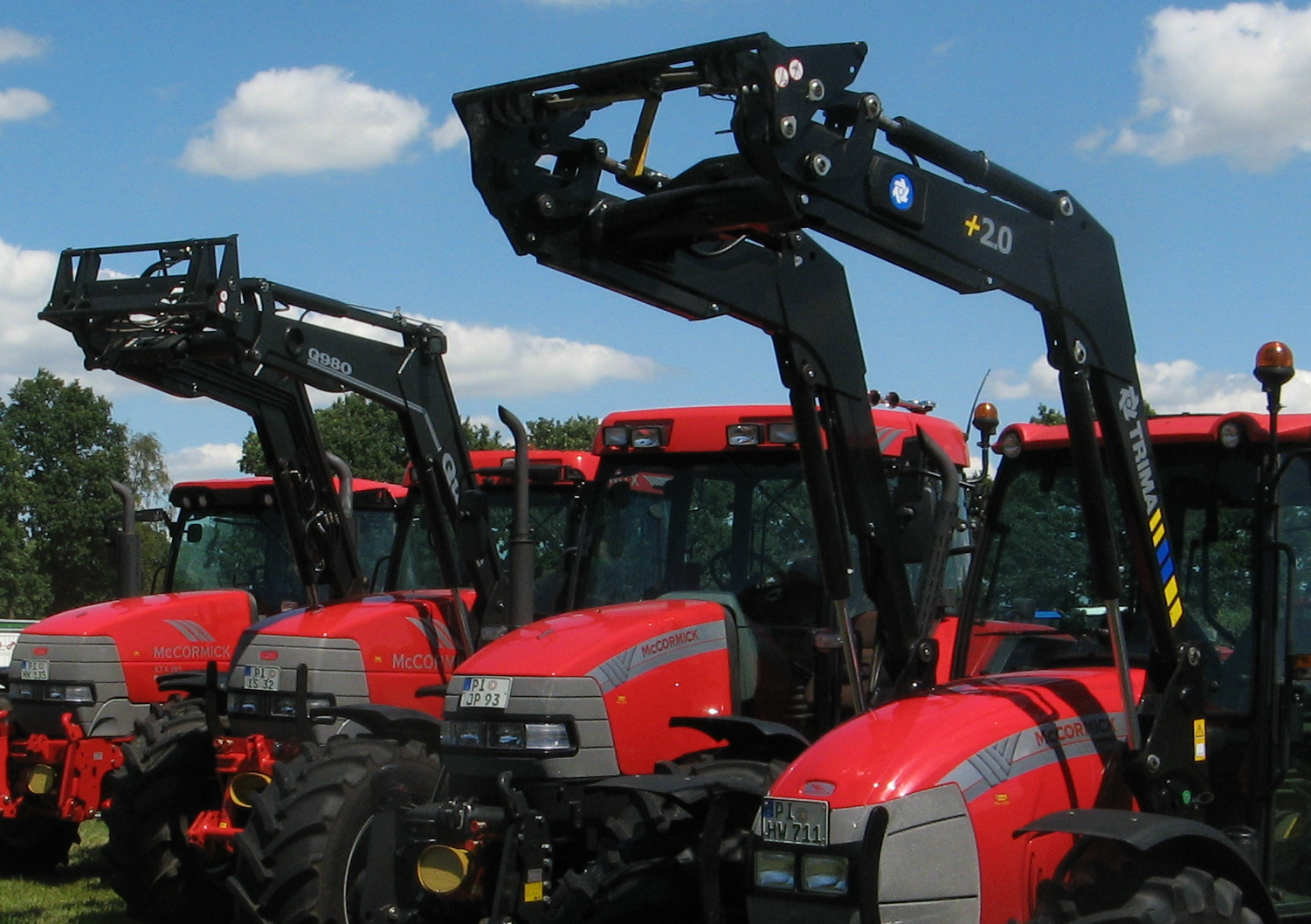
McCormick-traktorer med Quicke- samt Trima-frontlastare utan redskap, båda varumärkena ägs av Ålö AB

Nya frontlastare byggs med och utan parallellföring. Med parallellförda så hålls tippvinkeln på redskapet konstant relativt traktorn när man höjer eller sänker hela lastaren. Utan parallellföring så är tippvinkeln konstant relativt frontlastaren själv, vilket bl.a. gör dem olämpliga för hantering av lastpallar m.h.a. pallgaffelredskapet.
Flera av de tidiga frontlastarna hade varken tippcylinder eller parallellföring. Skoptömning skedde genom att en förarmanövrerad vajer drogs i som var kopplad till en fjäderbelastad sprint som lösgjorde låsningen av skopan och den tömde sitt innehåll med gravitationens hjälp. För att återställa skopan så fanns en stark fjäder som orkade dra tillbaka en tom skopa till ursprungsläget och då gick sprinten i lås.
Utöver de två hydraulfunktionerna att höja och sänka själva lastarmen, samt tippfunktionen, kan en modern frontlastare ha upp till fyra olika hydraulfunktioner. Några redskap som kräver en sådan extra hydraulfunktion är:
- Balgrip för hantering av rund- och storbalar, speciellt inplastade sådana.
- Pallgafflar med hydraulisk inställning av gaffelavståndet.
- Ensilagegrip för att ta ut ensilage ur en plansilo.
- Snöplog med vikfunktion.

En extra hydraulfunktion kan också vara monterad för hydraulisk redskapslåsning, så att föraren inte behöver gå ur förarhytten för från- eller tillkoppling av redskap.
De flesta redskap är till för att man ska arbeta med frontlastaren men det finns även de för passiv nytta, t.ex. belastningsvikter som fästs i redskapsfästet och vars enda funktion är att göra traktorn tyngre i framänden (behövs vid tunga burna redskap monterade i bakre trepunktslyften).
Det finns adaptrar som möjliggör att trepunktskopplade redskap kan monteras i frontlastaren och adaptrar för att montera frontlastarredskap i traktorns trepunktslyft.
På amerikansk engelska motsvarar termen frontlastare (för en konventionell traktor) mer specifikt front end loader. Front loader kallas på svenska för hjullastare.

## Fotnoter
1. ↑  ”Canadian farmer built first front end loader”. FARM SHOW Magazine. 6 mars 1987. Arkiverad från originalet den 1 april 2019. https://web.archive.org/web/20190401162736/https://www.farmshow.com/a_article.php?aid=6708. Läst 1 april 2019.
2. ↑  ”A MAJOR INNOVATION”. J C Bamford Excavators Ltd. 6 mars 2019. Arkiverad från originalet den 1 april 2019. https://web.archive.org/web/20190401151238/https://www.jcb.com/en-gb/about/timeline. Läst 1 april 2019.
3. ↑  Larsson, Rolf (2009). Från stall till maskinhall. Albinsson & Sjöberg. sid. 88. ISBN 978-91-86560-88-1
4. ↑  ”Ålö History”. Arkiverad från originalet den 24 juni 2011. https://web.archive.org/web/20110624093018/http://www.alo.se/Intl/Pages/history.ept. Läst 3 juli 2011.
5. 1 2  Larsson, Rolf (2009). Från stall till maskinhall. Albinsson & Sjöberg. sid. 89. ISBN 978-91-86560-88-1